# Gmina Milford (hrabstwo Crawford)

Położenie Gminy Milford w hrabstwie Crawford

Gmina Milford (ang. Milford Township) – gmina w USA, w stanie Iowa, w hrabstwie Crawford. Według danych z 2000 roku gmina miała 537 mieszkańców, a jej powierzchnia wynosi 93,54 km².